# San Juan de Ortega (Burgos)
San Juan de Ortega es una localidad situada en la provincia de Burgos, comunidad autónoma de Castilla y León (España), comarca de Sierra de la Demanda, partido judicial de Burgos, municipio de Barrios de Colina, que está compuesto por los pueblos de Barrios de Colina, Hiniestra y San Juan de Ortega.
San Juan de Ortega  es  una entidad local menor o junta vecinal que cuenta con una población media de 18 habitantes durante todo el año. El Camino de Santiago hace de este pequeño pueblo un punto de encuentro, situado en un entorno tranquilo y rico en patrimonio cultural y medioambiental. En los meses de primavera y verano los turistas y peregrinos que llegan al pueblo superan las 100 personas diarias.

## Historia
Antiguo municipio de Castilla la Vieja en el partido de Burgos código INE-095130 que en el censo de la matrícula catastral contaba con 20 hogares y 46 vecinos. Entre el censo de 1857 y el anterior, este municipio desaparece porque se integra en el municipio 09044 Barrios de Colina.

## Demografía
San Juan de Ortega contaba a 1 de enero de 2010 con una población de 24 habitantes, 15 hombres y 9 mujeres.
| Gráfica de evolución demográfica de San Juan de Ortega entre 2000 y 2010                         |
|                                                                                                  |
| Población de derecho (2000-2010) según los censos de población del INE a 1 de enero de cada año. |

## Monasterio

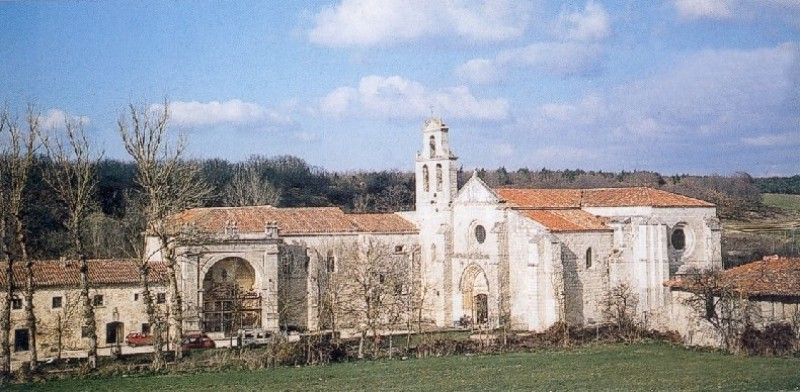
Monasterio.

Juan de Velázquez, religioso que pasó a la historia como san Juan de Ortega, nació en el pueblo burgalés de Quintanaortuño en el año 1080. Se entregó plenamente durante su vida a la tarea de ayudar a los peregrinos con la construcción de calzadas y puentes, pero su gran obra la fijó en los Montes de Oca con la construcción de una iglesia dedicada a San Nicolás de Bari y un pequeño monasterio. El santo falleció el 2 de junio año 1163 y su obra no terminó con su muerte, sino que continuó durante años para poder consolidar un complejo monacal con el que hoy nos encontramos.

### Monasterio de San Juan de Ortega
El Monasterio de San Juan de Ortega se configura con la iglesia monacal, capilla de San Nicolás de Bari o capilla del Santo, claustro de los Jerónimos y Refugio de peregrinos (en el cual encontramos un pequeño claustrillo de piedra rojiza).
Parroquia
Iglesia parroquial de San Nicolás de Bari  en el Arcipestrazgo de San Juan de Ortega, diócesis de Burgos. De estilo románico se produce un mensaje simbólico de los constructores medievales, con quienes están muy relacionados los aparejadores y los maestros de obras, único en occidente. En los dos equinoccios, un rayo de sol ilumina a las 5 de la tarde el capitel de la Anunciación, apreciándose que la Virgen María se dirige a la luz y no a San Gabriel como es tradicional.
La iglesia fue declarada Bien de Interés Cultural en la categoría de Monumento el 3 de junio de 1931.

## Fiestas y costumbres
El día 2 de junio, festividad de San Juan de Ortega se celebra todos los años una famosa romería en su honor, congregando 26 pueblos de la comarca, que acuden con sus pendones. También participan asociaciones culturales asociadas al Camino de Santiago y el colegio de Aparejadores, cuyo patrón es este santo burgalés.

Acuden los siguientes pueblos:
| - Cerratón de Juarros - Quintanilla del Monte en Juarros - Santa María del Invierno - Turrientes - Villaescusa la Solana - Villaescusa la Sombría - Arraya de Oca | - Agés - Arlanzón - Atapuerca - Barrios de Colina - Galarde - Hiniestra - Ibeas de Juarros | - Olmos de Atapuerca - Salgüero de Juarros - San Adrián de Juarros - San Juan de Ortega - Santo Domingo de la Calzada - Santovenia de Oca - Villamórico - Zalduendo |  |

Capitel de la Anunciación
Durante los dos equinoccios (días 21 de marzo y 22 de septiembre) a las 5 de la tarde (hora solar) la luz natural ilumina secuencialmente el capitel románico de la Anunciación. Este narra el ciclo de la Natividad.